# ABU Robocon 2003
Robocon Bangkok 2003 là cuộc thi Robocon được tổ chức lần thứ hai của Hiệp hội Phát thanh Truyền hình châu Á - Thái Bình Dương diễn ra tại thành phố Bangkok, Thái Lan. Đội chủ nhà đã lần lượt giành chức vô địch và giải nhì. Giải ba thuộc về đội Nhật Bản và đội Việt Nam

## Chủ đề & Luật chơi
Chủ đề của cuộc thi Robocon Bangkok 2003 là "Cầu mây chinh phục không gian" (tiếng Anh: "Takraw Space Conqueror"). Cầu mây là môn thể thao truyền thống của người Thái, trong đó người chơi đấu với nhau bằng cách đá trái cầu mây vào các rổ treo trên không trung bằng cách sử dụng sự khéo léo của đôi chân và sự nhịp nhàng của các bộ phận khác của cơ thể.
Trong cuộc thi này, mỗi đội phải bắn quả cầu mây vào chín cái rổ bao gồm hệ thống các rổ bố trí thành hình tam giác đều để ghi điểm. Một đội được công nhận là chiến thắng khi cầu được bắn vào tất cả các rổ bao gồm ba vòng của rổ trung tâm (chiến thắng tuyệt đối - "Space Conqueror"), hoặc khi một đội hơn điểm đội kia. Thời gian cho mỗi trận đấu là ba phút.

## Các đội tham gia
Robocon Bangkok 2003 có tổng cộng 20 đội đến từ 19 quốc gia và vùng lãnh thổ (bao gồm 2 đội đến từ nước chủ nhà).
| STT | Quốc gia    | Trường đại học đại diện                                 | Đài truyền hình                             |
| --- | ----------- | ------------------------------------------------------- | ------------------------------------------- |
| 1   | Brunei      | Cao đẳng Kỹ thuật Jefri Bolkiah                         | Đài phát thanh truyền hình Brunei           |
| 2   | Trung Quốc  | Đại học Khoa học và Công nghệ Trung Quốc                | Đài truyền hình Trung ương Trung Quốc       |
| 3   | Ai Cập      | Học viện Khoa học và Công nghệ Arab                     | Hiệp hội truyền hình phát thanh Ai Cập      |
| 4   | Fiji        | Đại học Nam Thái Bình Dương                             | Công ty TNHH truyền hình Fiji               |
| 5   | Ấn Độ       | Học viện Công nghệ Nirma                                | Doordarshan                                 |
| 6   | Indonesia   | Học viện Bách khoa Kỹ thuật Điện tử Surabaya            | Televisi Republik Indonesia                 |
| 7   | Iran        | Trung tâm Văn hóa giáo dục và Nghiên cứu hàn lâm        | Hãng truyền thông Cộng hòa Hồi giáo Iran    |
| 8   | Nhật Bản    | Đại học Công nghệ Aichi                                 | Tập đoàn truyền hình Nhật Bản (NHK)         |
| 9   | Kazakhstan  | Đại học Công nghệ Quốc gia Kazakhstan                   | Khabar Agency                               |
| 10  | Hàn Quốc    | Đại học Quốc gia Chungnam                               | Hệ thống truyền thông Hàn Quốc              |
| 11  | Ma Cao      | Đại học Ma Cao                                          | Teledifusao de Macau                        |
| 12  | Malaysia    | Đại học Công nghệ Malaysia                              | Đài phát thanh truyền hình Malaysia         |
| 13  | Mông Cổ     | Đại học Khoa học Công nghệ Mông Cổ                      | Đài phát thanh truyền hình Cộng hòa Mông Cổ |
| 14  | Nepal       | Đại học Tribhuvan                                       | Đài truyền hình Nepal                       |
| 15  | Pakistan    | Đại học Khoa học Công nghệ Quốc gia                     | Pakistan Television Corporation             |
| 16  | Philippines | Đại học Philippines                                     | Mạng phát thanh Philippines                 |
| 17  | Thái Lan 1  | Cao đẳng Công nghiệp và Giáo dục cộng đồng Sawangdandin | Công ty TNHH Công cộng MCOT                 |
| 18  | Thái Lan 2  | Học viện Công nghệ King Mongkut Bắc Bangkok             | Công ty TNHH Công cộng MCOT                 |
| 19  | Thổ Nhĩ Kỳ  | Đại học Dokuz Eylul                                     | Turkish Radio Television Corporation        |
| 20  | Việt Nam    | Đại học Bách khoa Hà Nội                                | Đài truyền hình Việt Nam                    |

## Các bảng đấu
| Bảng A      | Bảng B   | Bảng C   | Bảng D     | Bảng E     | Bảng F     | Bảng G  |
| ----------- | -------- | -------- | ---------- | ---------- | ---------- | ------- |
| Ấn Độ       | Nhật Bản | Hàn Quốc | Thái Lan 1 | Thái Lan 2 | Trung Quốc | Iran    |
| Nepal       | Việt Nam | Malaysia | Indonesia  | Fiji       | Thổ Nhĩ Kỳ | Mông Cổ |
| Philippines | Ai Cập   | Brunei   | Ma Cao     | Kazakhstan | Pakistan   |         |

## Vòng bảng
7 đội nhất bảng và đội nhì bảng có thành tích tốt nhất lọt vào vòng 2.
|  | Đội tuyển đi tiếp vào vòng trong |

### Bảng A
| Đội tuyển   | ST | T | H | B | Đ  | SQ |
| ----------- | -- | - | - | - | -- | -- |
| Nepal       | 2  | 2 | 0 | 0 | 14 | 0  |
| Philippines | 2  | 1 | 0 | 1 | 7  | 0  |
| Ấn Độ       | 2  | 0 | 0 | 2 | 1  | 0  |

|  | Ấn Độ | -1–5 | Philippines | {{{nhà thi đấu}}} |
|  |       |      |             |                   |

|  | Nepal | 11–2 | Ấn Độ | {{{nhà thi đấu}}} |
|  |       |      |       |                   |

|  | Nepal | 3–2 | Philippines | {{{nhà thi đấu}}} |
|  |       |     |             |                   |

### Bảng B
| Đội tuyển | ST | T | H | B | Đ  | SQ |
| --------- | -- | - | - | - | -- | -- |
| Việt Nam  | 2  | 2 | 0 | 0 | 61 | 1  |
| Ai Cập    | 2  | 0 | 0 | 2 | 25 | 0  |
| Nhật Bản  | 2  | 1 | 0 | 1 | 49 | 0  |

|  | Ai Cập | 15–31 | Nhật Bản | {{{nhà thi đấu}}} |
|  |        |       |          |                   |

|  | Việt Nam | SQ–18 | Nhật Bản | {{{nhà thi đấu}}} |
|  |          |       |          |                   |

|  | Việt Nam | 30–10 | Ai Cập | {{{nhà thi đấu}}} |
|  |          |       |        |                   |

### Bảng C
| Đội tuyển | ST | T | H | B | Đ  | SQ |
| --------- | -- | - | - | - | -- | -- |
| Malaysia  | 2  | 2 | 0 | 0 | 56 | 1  |
| Brunei    | 2  | 1 | 0 | 1 | 0  | 0  |
| Hàn Quốc  | 2  | 0 | 0 | 2 | 22 | 0  |

|                                                        | Brunei | w/o | Hàn Quốc | {{{nhà thi đấu}}} |
|                                                        |        |     |          |                   |
| Ghi chú: Brunei thắng do Hàn Quốc bị loại vì phạm quy. |        |     |          |                   |

|  | Malaysia | SQ–22 | Hàn Quốc | {{{nhà thi đấu}}} |
|  |          |       |          |                   |

|  | Malaysia | 27 –0 | Brunei | {{{nhà thi đấu}}} |
|  |          |       |        |                   |

### Bảng D
| Đội tuyển  | ST | T | H | B | Đ  | SQ |
| ---------- | -- | - | - | - | -- | -- |
| Macao      | 2  | 0 | 0 | 2 | 6  | 0  |
| Thái Lan 1 | 2  | 2 | 0 | 0 | 70 | 2  |
| Indonesia  | 2  | 1 | 0 | 1 | 44 | 0  |

|  | Thái Lan 1 | SQ–15 | Indonesia | {{{nhà thi đấu}}} |
|  |            |       |           |                   |

|  | Macau | 1–29 | Indonesia | {{{nhà thi đấu}}} |
|  |       |      |           |                   |

|  | Macau | 5–SQ | Thái Lan 1 | {{{nhà thi đấu}}} |
|  |       |      |            |                   |

### Bảng E
| Đội tuyển  | ST | T | H | B | Đ  | SQ |
| ---------- | -- | - | - | - | -- | -- |
| Fiji       | 2  | 0 | 0 | 2 | 0  | 0  |
| Kazakhstan | 2  | 1 | 0 | 1 | 5  | 0  |
| Thái Lan 2 | 2  | 2 | 0 | 0 | 55 | 1  |

|  | Kazakhstan | 5–25 | Thái Lan 2 | {{{nhà thi đấu}}} |
|  |            |      |            |                   |

|  | Fiji | 0–SQ | Thái Lan 2 | {{{nhà thi đấu}}} |
|  |      |      |            |                   |

|  | Fiji | 0–0 | Kazakhstan | {{{nhà thi đấu}}} |
|  |      |     |            |                   |

### Bảng F
| Đội tuyển  | ST | T | H | B | Đ  | SQ |
| ---------- | -- | - | - | - | -- | -- |
| Trung Quốc | 2  | 2 | 0 | 0 | 71 | 1  |
| Pakistan   | 2  | 0 | 0 | 2 | 0  | 0  |
| Thổ Nhĩ Kỳ | 2  | 1 | 0 | 1 | 14 | 0  |

|  | Pakistan | 0–6 | Thổ Nhĩ Kỳ | {{{nhà thi đấu}}} |
|  |          |     |            |                   |

|  | Trung Quốc | 36–8 | Thổ Nhĩ Kỳ | {{{nhà thi đấu}}} |
|  |            |      |            |                   |

|  | Trung Quốc | SQ–0 | Pakistan | {{{nhà thi đấu}}} |
|  |            |      |          |                   |

### Bảng G
| Đội tuyển | ST | T | H | B | Đ  | SQ |
| --------- | -- | - | - | - | -- | -- |
| Iran      | 2  | 2 | 0 | 0 | 12 | 0  |
| Mông Cổ   | 2  | 0 | 0 | 2 | 9  | 0  |

|  | Iran | 6–4 | Mông Cổ | {{{nhà thi đấu}}} |
|  |      |     |         |                   |

|  | Iran | 6–5 | Mông Cổ | {{{nhà thi đấu}}} |
|  |      |     |         |                   |

## Vòng đấu loại trực tiếp
|  | Tứ kết     | Tứ kết     |            |    | Bán kết | Bán kết |  |  | Chung kết | Chung kết |
|  |            |            |            |    |         |         |  |  |           |           |
|  |            |            |            |    |         |         |  |  |           |           |
|  |            |            |            |    |         |         |  |  |           |           |
|  | Nepal      | 9          |            |    |         |         |  |  |           |           |
|  | Nepal      | 9          |            |    |         |         |  |  |           |           |
|  | Việt Nam   | 26         |            |    |         |         |  |  |           |           |
|  | Việt Nam   | 26         | Việt Nam   | 22 |         |         |  |  |           |           |
|  |            |            | Việt Nam   | 22 |         |         |  |  |           |           |
|  |            |            | Thái Lan 1 | SQ |         |         |  |  |           |           |
|  | Malaysia   | 34         | Thái Lan 1 | SQ |         |         |  |  |           |           |
|  | Malaysia   | 34         |            |    |         |         |  |  |           |           |
|  | Thái Lan 1 | SQ         |            |    |         |         |  |  |           |           |
|  | Thái Lan 1 | SQ         | Thái Lan 1 | 32 |         |         |  |  |           |           |
|  |            |            | Thái Lan 1 | 32 |         |         |  |  |           |           |
|  |            | Thái Lan 2 | 26         |    |         |         |  |  |           |           |
|  | Thái Lan 2 | Thái Lan 2 | 26         | 30 |         |         |  |  |           |           |
|  | Thái Lan 2 |            |            | 30 |         |         |  |  |           |           |
|  | Trung Quốc | 28         |            |    |         |         |  |  |           |           |
|  | Trung Quốc | 28         | Thái Lan 2 | SQ |         |         |  |  |           |           |
|  |            |            | Thái Lan 2 | SQ |         |         |  |  |           |           |
|  |            |            | Nhật Bản   | 28 |         |         |  |  |           |           |
|  | Iran       | 21         | Nhật Bản   | 28 |         |         |  |  |           |           |
|  | Iran       | 21         |            |    |         |         |  |  |           |           |
|  | Nhật Bản   | 23         |            |    |         |         |  |  |           |           |
|  | Nhật Bản   | 23         |            |    |         |         |  |  |           |           |
|  |            |            |            |    |         |         |  |  |           |           |

## Kết quả
| Vô địch Robocon Bangkok 2003 Naihoy Tamin Cao đẳng Công nghiệp và Giáo dục cộng đồng Sawangdandin - Thái Lan Lần đầu tiên |

- Giải nhì: Thái Lan
- Giải ba: Nhật Bản và Việt Nam

### Các giải phụ
- Giải Ý tưởng: Việt Nam. Đội BKCT của Đại học Bách khoa Hà Nội giành chiến thắng với ý tưởng độc đáo: thay vì đưa robot thả bóng đến các giỏ, BKCT đã thiết kế một khẩu "đại liên" 20 nòng và bắn tất cả các quả bóng vào các giỏ chỉ trong vòng vài giây đầu của trận đấu. Cách thức này giúp BKCT giành những chiến thắng chớp nhoáng và vô địch tại vòng loại ở Việt Nam, nhưng tại vòng chung kết, robot này đã gặp trục trặc ở bán kết và đội BKCT phải chấp nhận thất bại trước đội tuyển từ Thái Lan.
- Giải Kỹ thuật: Trung Quốc
- Giải Thiết kế: Iran
- Giải Trình diễn: Thái Lan
- Giải Đồng đội: Thái Lan
- Giải thưởng của Hiệp hội Phát thanh Truyền hình châu Á-Thái Bình Dương: Hàn Quốc
- Giải thưởng của Panasonic: Hàn Quốc
- Giải thưởng của Toyota: Malaysia
- Giải thưởng của Mabuchi Motor: Thổ Nhĩ Kỳ